# Как (озеро, Москворецкий сельский округ)
Как (каз. Қақ, Үлкен Қақ) — озеро в Москворецком сельском округе Тимирязевского района Северо-Казахстанской области Казахстана. Находится в 59 км к юго-западу от села Дмитриевка и в 10 км к юго-востоку от села Москворецкое. В озеро впадает ручей.
По данным топографической съёмки 1940-х годов, площадь поверхности озера составляет 52,24 км². Наибольшая длина озера — 9,3 км, наибольшая ширина — 7,3 км. Длина береговой линии составляет 31 км, развитие береговой линии — 1,2. Озеро расположено на высоте 163,7 м над уровнем моря.
Дно ровное. Пресность — 0,3—0,4 г/л. Вода мягкая.